# Роша, Виллиан
Виллиан да Силва Роша (порт. Willyan da Silva Rocha); род. 27 января 1995, Эспириту-Санту) — бразильский футболист, защитник эмиратского клуба «Аль-Джазира».

## Клубная карьера

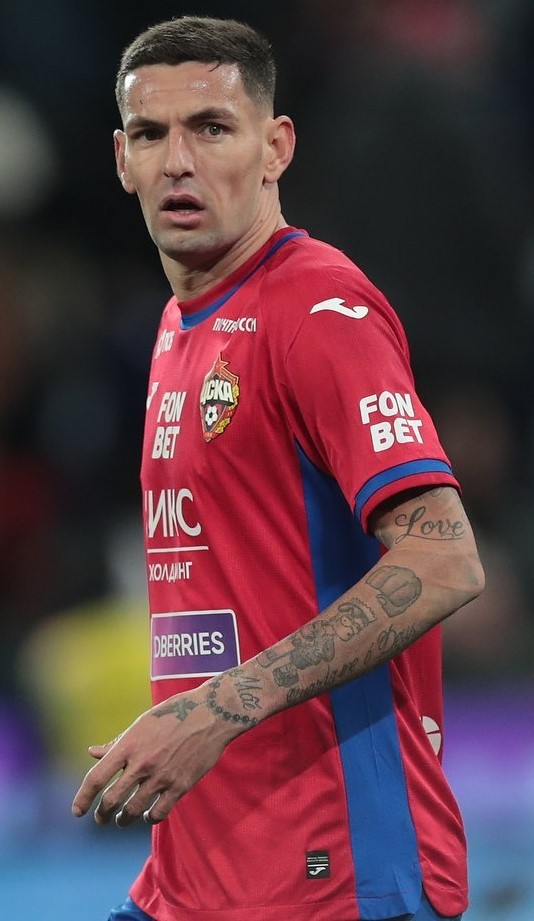
Роша в составе ЦСКА

Роша — воспитанник клубов «Фламенго» и «Ботафого». В 2016 году Виллиан начал профессиональную карьеру в «Деспортиве» и «Вотупорангуенсе», выступая в низших дивизионах Бразилии. Летом 2017 года Роша перешёл в португальский «Кова-да-Пиедади». 6 августа в матче против «Санта-Клары» он дебютировал в Сегунда лиге. В 2018 году в поединке против дублёров «Порту» Виллиан забил свой первый гол за «Кова-да-Пиедади».
Летом 2019 года Роша перешёл в «Портимоненсе», подписав контракт на четыре года. 9 августа в матче против «Белененсеш» он дебютировал в Сангриш лиге. 16 июня 2020 года в поединке против «Санта-Клары» Виллиан забил свой первый гол за «Портимоненсе».
1 сентября 2022 года Виллиан подписал контракт с московским ЦСКА до окончания сезона 2024/25 с опцией продления ещё на один год. 10 сентября в матче против «Краснодара» дебютировал в РПЛ. 14 сентября в поединке Кубка России против «Урала» забил свой первый гол за ЦСКА. 8 октября 2023 года в матче против московского «Динамо» забил свой первый гол за ЦСКА в РПЛ. По итогам сезона 2022/23 вместе с ЦСКА завоевал серебряные медали чемпионата России. 11 июня 2023 года ЦСКА выиграл Кубок России, обыграв «Краснодар» в серии пенальти со счётом 6:5 (1:1 в основное время). Этот трофей стал первым в карьере Роши.
8 марта 2024 года в матче чемпионата России против «Крыльев Советов» (2:0) оформил дубль, тем самым став первым игроком в РПЛ с 2018 года, забившим два мяча головой после угловых. Этот дубль стал первым в карьере Виллиана. 15 августа 2024 года продлил контракт с ЦСКА до конца сезона 2026/27. 14 мая 2025 года в ответном матче финала «пути РПЛ» Кубка России против «Зенита» (2:0 в основное время, 4:3 в серии пенальти) Роша провёл свой 100-й матч в составе ЦСКА. По итогам сезона 2024/25 вместе с ЦСКА завоевал бронзовые медали чемпионата России. 1 июня 2025 года во второй раз стал обладателем Кубка России. 12 июля 2025 года, в матче против «Краснодара» (0:1), Роша отдал голевую передачу на победный гол Игоря Дивеева и завоевал свой первый Суперкубок России в составе ЦСКА. В августе 2025 года Роша покинул ЦСКА. За время выступлений за «армейцев» защитник сыграл 107 матчей, забил 7 голов и отдал 9 результативных передач.
12 августа 2025 года Роша перешёл в эмиратский клуб «Аль-Джазира», подписав контракт до конца сезона 2026/27.

## Статистика
| Выступление       | Выступление      | Выступление      | Лига | Лига | Кубки | Кубки | Другие | Другие | Итого | Итого |
| Клуб              | Лига             | Сезон            | Игры | Голы | Игры  | Голы  | Игры   | Голы   | Игры  | Голы  |
| ----------------- | ---------------- | ---------------- | ---- | ---- | ----- | ----- | ------ | ------ | ----- | ----- |
| Деспортива        | Капишабан        | 2014             | —    | —    | 0     | 0     | 7      | 1      | 7     | 1     |
| Деспортива        | Серия D          | 2016             | 21   | 1    | 0     | 0     | —      | —      | 21    | 1     |
| Деспортива        | Итого            | Итого            | 21   | 1    | 0     | 0     | 7      | 1      | 28    | 2     |
| → Вотупорангуенсе | Паулиста         | 2017             | 6    | 1    | 0     | 0     | —      | —      | 6     | 1     |
| → Вотупорангуенсе | Итого            | Итого            | 6    | 1    | 0     | 0     | —      | —      | 6     | 1     |
| Кова-да-Пиедади   | ЛигаПро          | 2017/18          | 31   | 2    | 5     | 1     | —      | —      | 36    | 3     |
| Кова-да-Пиедади   | ЛигаПро          | 2018/19          | 14   | 1    | 1     | 0     | —      | —      | 15    | 1     |
| Кова-да-Пиедади   | Итого            | Итого            | 45   | 3    | 6     | 1     | —      | —      | 51    | 4     |
| Портимоненсе      | Примейра         | 2019/20          | 16   | 3    | 3     | 1     | —      | —      | 19    | 4     |
| Портимоненсе      | Примейра         | 2020/21          | 32   | 0    | 1     | 0     | —      | —      | 33    | 0     |
| Портимоненсе      | Примейра         | 2021/22          | 26   | 1    | 6     | 1     | —      | —      | 32    | 2     |
| Портимоненсе      | Примейра         | 2022/23          | 4    | 0    | —     | —     | —      | —      | 4     | 0     |
| Портимоненсе      | Итого            | Итого            | 78   | 4    | 10    | 2     | —      | —      | 88    | 6     |
| ЦСКА (Москва)     | Премьер-лига     | 2022/23          | 22   | 3    | 10    | 1     | —      | —      | 32    | 4     |
| ЦСКА (Москва)     | Премьер-лига     | 2023/24          | 24   | 2    | 11    | 0     | 1      | 0      | 36    | 2     |
| ЦСКА (Москва)     | Премьер-лига     | 2024/25          | 26   | 1    | 9     | 0     | —      | —      | 35    | 1     |
| ЦСКА (Москва)     | Премьер-лига     | 2025/26          | 2    | 0    | 0     | 0     | 1      | 0      | 3     | 0     |
| ЦСКА (Москва)     | Итого            | Итого            | 74   | 6    | 30    | 1     | 2      | 0      | 106   | 7     |
| Аль-Джазира       | Про Лига         | 2025/26          | 0    | 0    | 0     | 0     | 0      | 0      | 0     | 0     |
| Аль-Джазира       | Итого            | Итого            | 0    | 0    | 0     | 0     | 0      | 0      | 0     | 0     |
| Всего за карьеру  | Всего за карьеру | Всего за карьеру | 224  | 15   | 46    | 4     | 9      | 1      | 279   | 20    |

1. ↑  Кубок Португалии, Кубок португальской лиги, Кубок России.
2. ↑  Чемпионат Капишабан, Суперкубок России.

## Достижения

### Командные
ЦСКА (Москва)
- Обладатель Кубка России (2): 2022/23, 2024/25
- Серебряный призёр чемпионата России: 2022/23
- Бронзовый призёр чемпионата России: 2024/25
- Обладатель Суперкубка России: 2025

### Личные
- В списке 33 лучших футболистов чемпионата России (3): № 1 — 1 раз: 2023/2024, № 2 — 1 раз: 2024/25, № 3 — 1 раз: 2022/2023